# Littleton, Spelthorne
Littleton är en ort i distriktet Spelthorne, i grevskapet Surrey, i England. Littleton var en civil parish fram till 1974. Civil parish hade 918 invånare år 1951.